# 単位胞
単位胞（たんいほう、英語: unit cell）とは、結晶中の空間格子の格子点がつくる繰り返し単位のことである。単位格子（たんいこうし、英語: unit lattice）とも言う。

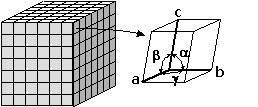
空間格子と単位胞
a, b, c, α, β, γは格子定数であり、これが格子点と単位胞の平行六面体を規定する。

格子点の位置に物質中の原子がある必要はない。物質中のどこか一点を代表させ、この点を平行移動させて、元の点と周りの環境が同一の点を格子点と呼ぶ。結晶構造では、格子点が周期的に存在している。つまり、３次元空間における格子点は
{\displaystyle {\boldsymbol {R}}_{n}=n_{1}{\boldsymbol {a}}+n_{2}{\boldsymbol {b}}+n_{3}{\boldsymbol {c}}}
で表される（n1, n2, n3 は整数）。単位胞の頂点から伸び、単位胞の3つの稜を成す3本のベクトル〈a, b, c〉は３次元空間における基本並進ベクトルである。基本並進ベクトルの成す角、α=∠bc, β=∠ca, γ=∠ab と a, b, c は単位胞の格子定数と呼ばれる。単位胞の平行六面体はこの格子定数で規定され、結晶構造は単位胞によって隙間なく重なりなく敷き詰められる。
単位胞の取り方は無数にある。繰り返し単位の内、面積が最小になる単位胞を基本単位胞（primitive unit cell）あるいは基本単位格子（primitive unit lattice）と呼び、それ以外を慣用単位胞と呼ぶ。慣用単位胞には体心格子、面心格子、底心格子が含まれる。
基本単位胞のうち、距離 a, b, c が最短になるように選択したものは既約単位胞と呼ばれ、その場合の α、β、γ はすべて鈍角かすべて鋭角となる。
ある空間格子が存在するとき、格子点に違いがなければ一つの空間格子に対して複数種類の単位胞を設定することが可能である。イオン結晶などの実際の結晶では、格子点に異なる原子・分子等が配置されるため単位胞の選択に対して対称性・並進性に関する制約が発生する。